# Saihai

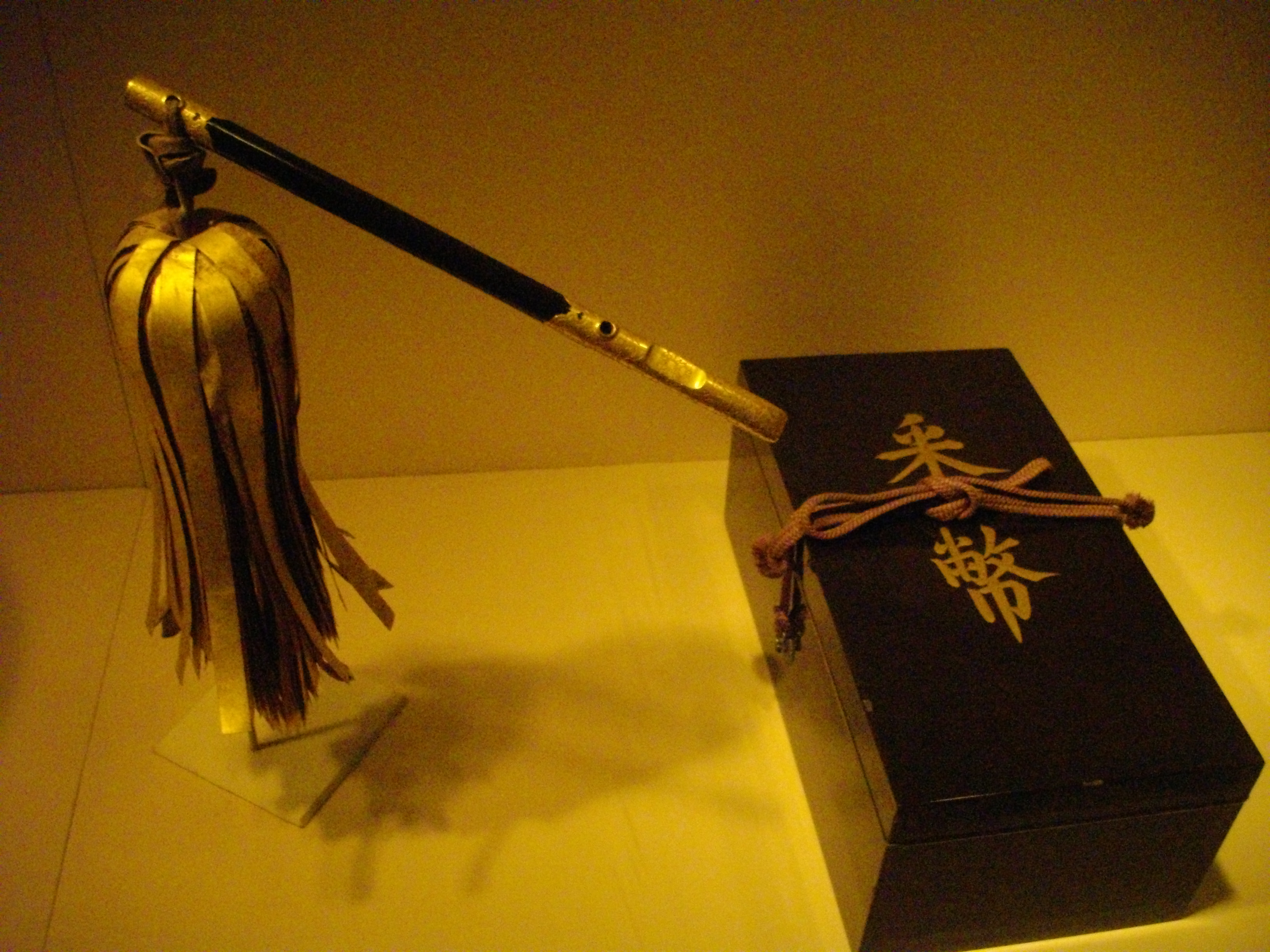
Saihai ancien (Metropolitan Museum of Art).

Un saihai (采配) est un bâton porté par les commandants samouraïs à l'époque du Japon féodal. Le saihai ou sai-hai est un signe de rang et un instrument de signalement,.

## Apparence et usage
Un saihai est habituellement composé d'un bâton de bois laqué avec des extrémités métalliques. Le talon dispose d'un orifice qui permet le passage d'un cordon de suspension du saihai à l'armure du samouraï lorsqu'il n'est pas utilisé. La tête du saihai possède un trou avec une corde attachée à un gland de bandes de papier laqué, de cuir, de tissu ou de poils de yak,. Le saihai est utilisé pour la première fois durant les années 1570 et les années 1590 entre les ères Genki et Tenshō. Les grands mouvements de troupes, l'amélioration et la variété des tactiques nécessitent que les commandants à l'arrière puissent être en mesure de signaler leurs troupes lors d'une bataille.

## Galerie

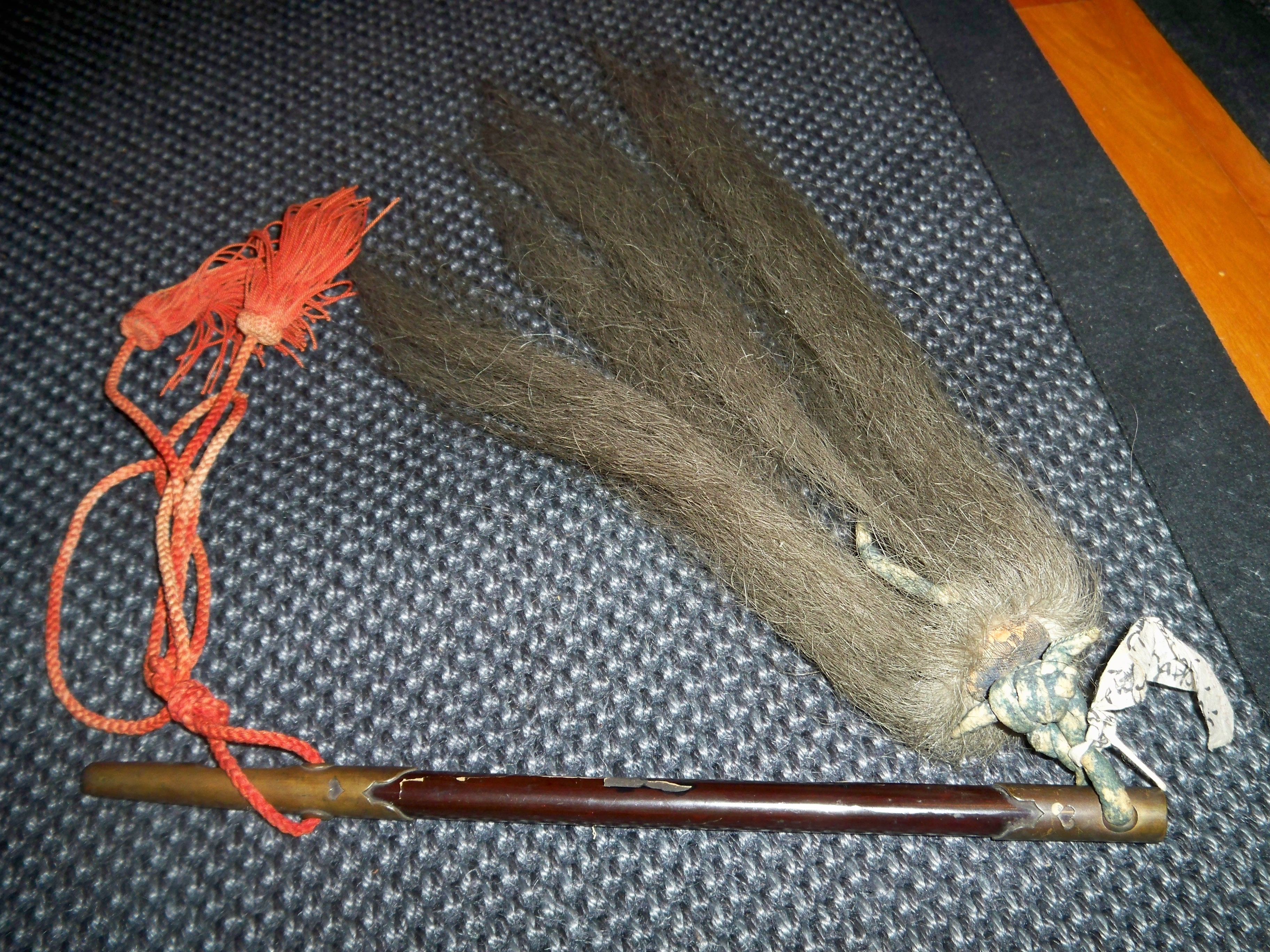
Saihai de l'époque d'Edo avec un chignon de poil de yack.
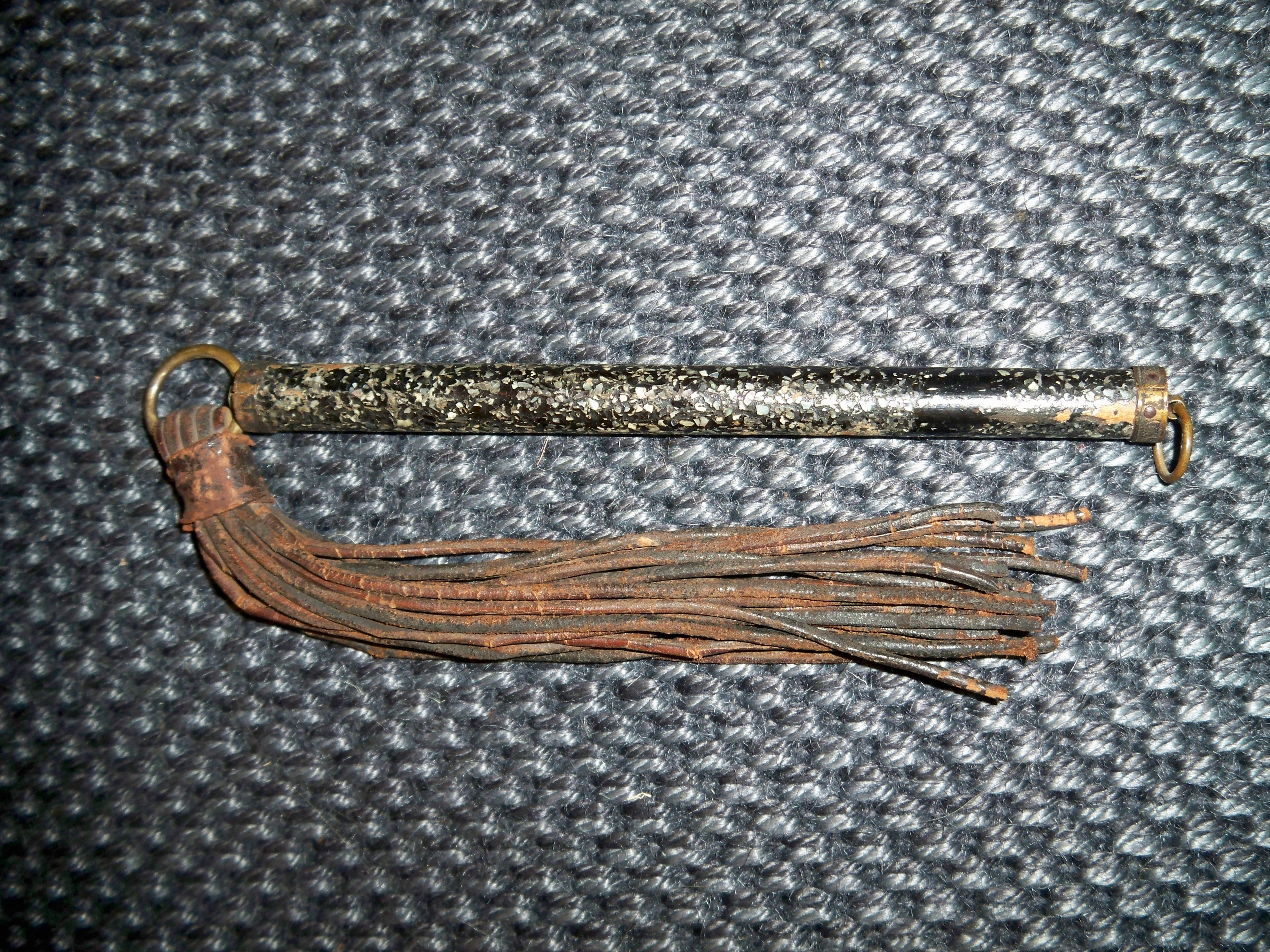
Saihai avec glands en cuir.
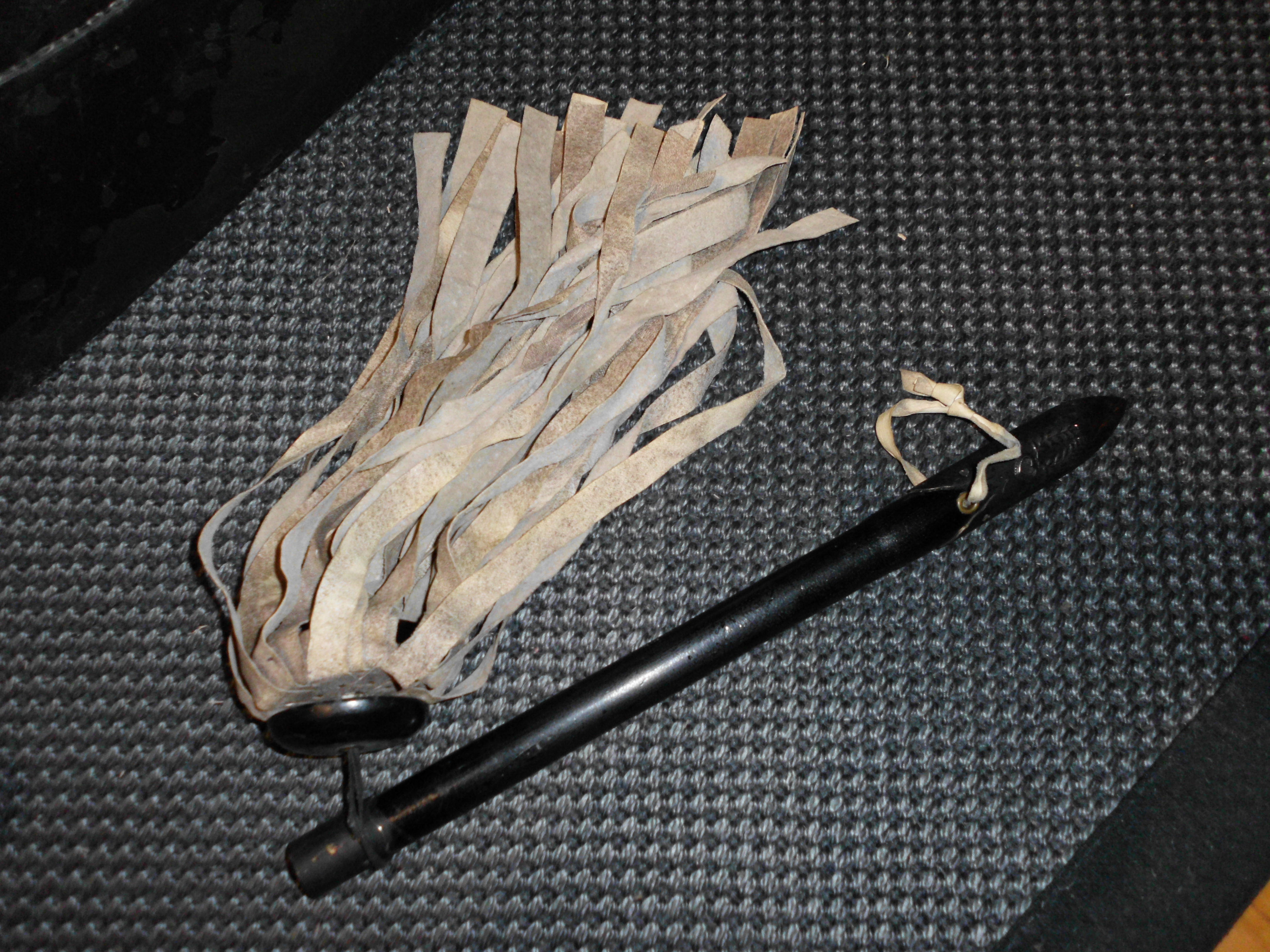
Saihai avec glands en cuir.

## Source de la traduction
- (en) Cet article est partiellement ou en totalité issu de l’article de Wikipédia en anglais intitulé « Saihai » (voir la liste des auteurs).